# おやゆび姫物語
『おやゆび姫物語』（おやゆびひめものがたり）は、1992年から1993年まで、テレビ東京で放送されたテレビアニメ。全26話。原作はH・C アンデルセンの『親指姫』。全26話分に話を広げるにあたって、原作の基本的なアイディアを使いながらも、冒険を通してマーヤの内面の成長を描く物語となっている。王子と結婚するのではなく、本の異世界から現実世界を目指すなど、原作よりも当時流行していたミヒャエル・エンデの『はてしない物語』のフォロワーになっており、基本的に1話完結。

## あらすじ
マーヤは、いたずら好きで乱暴者、男の子も泣かせてしまう女の子。マーヤのいたずら好きに手を焼いたママは、ある日、魔法使いのおばあさんに魔法でその癖を治してほしいと相談をする。すると、おばあさんは古い「親指姫」の絵本をママに渡し、これを読ませれば眠っている間によい子になる、と答える。
ママは、マーヤに絵本を読みきかせる。マーヤはそのうちにうとうとし、ついに眠ってしまう。続きが気になって絵本をみるマーヤ。そのとたんに体が小さくなってしまい、絵本の世界に入ってしまう。
困っているマーヤの前に、よい魔法使いのエンゼラーが現れ、「この世界はママの夢の中。再びママに会うためには、ママの目を覚まさせなければならない。そのためには南の国に行き、水晶の王子に会わなければならない」と言う。
こうして、お菓子の妖精ノーブルと共に、悪い魔法使いヘルーラの妨害にも負けず、南の国を目指すマーヤの旅は始まる。

## 登場人物
マーヤ
声 - かないみか
この物語の主人公。わがままでいたずら好きで甘えん坊。ママに会うため、南の国をめざしてノーブルと旅を続ける。7歳。
ノーブル
声 - 山田恭子
お菓子の国の妖精。金平糖のような形の頭をしている。エンゼラーのいいつけで、案内役として、マーヤを助けながら旅を続ける。姿を変えることができ、トンボのような姿になってマーヤを乗せて空を飛ぶこともできる。溶けてしまうため、雨などの水に弱い。
ママ
声 - 麻上洋子
マーヤの母親。ひとりでマーヤを育てる。マーヤが冒険する世界はママの夢の中なので、作品中ではずっと眠っている。
ケロ太
声 - 松井摩味
カエル親子の息子。父母と共に、マーヤを嫁にしようと後を追いかける。
ガマ子
声 - 上村典子
カエル親子の母。小さくなる前のマーヤのいたずらの道具にされた。
ゾビル
声 - 横尾まり
魔女でヘルーラの手下。
魔法使いのおばあさん
マーヤの母親から相談を受け、魔法の絵本を手渡す。水晶玉の魔法により、マーヤが本当はやさしい子だと見抜いた。
エンゼラー
声 - 宗形智子
夢の世界に住むよい魔女。マーヤに、ママに会う方法を教えた。そして、自分のために使うことはできない、高く跳び速く走れる魔法の赤い靴を渡す。また、リボンに知恵の手助けをする力を与える。
ヘルーラ
声 - 麻上洋子
夢の世界に住む悪い魔女。ノーブルによれば、人間の悪い夢はヘルーラのせいだという。マーヤのママが目を覚ますと夢の世界の悪夢が消えてしまうため、マーヤを永久に夢の中に閉じ込めようと旅の邪魔をする。
ナレーター
声 - 岸田今日子

## 主題歌
CD:プラッツレコード（株式会社ユーメックス/TYDY-2043、1993年1月13日リリース）
- オープニングテーマ「プラネタリウムにようこそ」
歌: 松浦有希、作詞: あさくらせいら、作曲: 松浦有希
- エンディングテーマ「口笛の丘」
歌: 松浦有希、作詞: あさくらせいら、作曲: 松浦有希

## 各話リスト
| 話数 | サブタイトル             | 脚本                  | コンテ       | 演出       | 作画監督          | 放送日         |
| ---- | ------------------------ | --------------------- | ------------ | ---------- | ----------------- | -------------- |
| 1    | ママ、目を覚まして!      | 酒井あきよし          | 森田浩光     | 森田浩光   | 岡田敏靖          | 1992年 9月30日 |
| 2    | さよならハッピーツリー   | 柳川茂                | 竜ヶ崎一     | 成川武千嘉 | 本木久年          | 10月7日        |
| 3    | 傘の下の不思議な町       | 柳川茂                | 調史郎       | 棚橋一徳   | 阿部純子          | 10月14日       |
| 4    | がんばれ、弱虫ビリー     | 水城ゆう              | 生頼昭憲     | 生頼昭憲   | 吉崎誠            | 10月21日       |
| 5    | カエルの花嫁さん         | 山口武郎 酒井あきよし | 鍋島よしつぐ | 野間吐晶   | 本木久年          | 10月28日       |
| 6    | 魔法城のママ             | 柳川茂                | 辰富鬼仙     | 成川武千嘉 | 岡田敏靖          | 11月4日        |
| 7    | マーヤ・空飛ぶ船にのる   | 菊池有起              | 生頼昭憲     | 生頼昭憲   | 青嶋克己          | 11月11日       |
| 8    | ノゾミテタウンへようこそ | 柳川茂                | 奥田誠治     | 棚橋一徳   | 兵頭敬            | 11月18日       |
| 9    | 謎の魔術師               | 柳川茂                | 野間吐晶     | 野間吐晶   | 柳瀬譲二          | 11月25日       |
| 10   | 蜃気楼の燈台             | 菊池有起              | 橋本三郎     | 成川武千嘉 | 阿部純子          | 12月2日        |
| 11   | マーヤと魔法の時計       | 菊池有起              | 森田浩光     | 森田浩光   | 岡田敏靖          | 12月9日        |
| 12   | 南の国の水晶王子         | 柳川茂                | 奥田誠治     | 棚橋一徳   | 朝倉隆            | 12月16日       |
| 13   | 花と光のドラゴン         | 菊池有起              | 野間吐晶     | 野間吐晶   | 兵頭敬            | 12月23日       |
| 14   | 女神になったマーヤ       | 山口武郎              | 生頼昭憲     | 生頼昭憲   | 青嶋克己          | 1993年 1月6日  |
| 15   | 懐かしい再会             | 山口武郎              | 立場良       | 成川武千嘉 | 阿部純子 本木久年 | 1月13日        |
| 16   | モグラトンネルの罠       | 柳川茂                | 野間吐晶     | 浅田裕二   | 加藤興治          | 1月20日        |
| 17   | だまされたプロポーズ     | 久保田圭司            | 生頼昭憲     | 生頼昭憲   | 朝倉隆            | 1月27日        |
| 18   | マーヤの結婚式           | 星川泰子              | 奥田誠治     | 野間吐晶   | 吉崎誠            | 2月3日         |
| 19   | 三人の旅立ち             | 星川泰子              | 橋本三郎     | 浅田裕二   | 小林一三          | 2月10日        |
| 20   | ホタルの岬               | 安斉あゆ子            | 竜ヶ崎一     | 成川武千嘉 | 朝倉隆            | 2月17日        |
| 21   | 鏡の入江とハンス         | 菊池有起              | 野間吐晶     | 野間吐晶   | 柳瀬譲二          | 2月24日        |
| 22   | 水晶城の秘密             | 星川泰子              | 橋本三郎     | 松崎一     | 松崎一            | 3月3日         |
| 23   | 目が覚めたの、ママ?      | 山口武郎 酒井あきよし | 立場良       | 志村錠児   | 阿部純子 本木久年 | 3月10日        |
| 24   | この河は渡らせない       | 久保田圭司            | 野間吐晶     | 野間吐晶   | 朝倉隆            | 3月17日        |
| 25   | ヘルーラ最後の戦い       | 星川泰子              | 岡田宇啓     | 岡田宇啓   | 吉崎誠            | 3月24日        |
| 26   | ただいま、ママ           | 田哲平                | 森田浩光     | 森田浩光   | 柳瀬譲二          | 3月31日        |

※テレビ東京系列本放送では、オープニングとエンディングがそれぞれ約70秒に短縮されており、後に再放送された時は更に短縮された約60秒の物が放送されていた。

## スタッフ
- 原作 - H・C アンデルセン
- 企画・制作 - 榎善教、(C)ENOKI FILMS CO., LTD.
- プロデューサー - 鬼丸一平
- シリーズ構成 - 酒井あきよし
- キャラクターデザイン - 森野うさぎ
- 美術監督 - 脇威志
- 撮影監督 - 福田岳志
- 音楽 - 村上浩司
- 音楽制作協力 - ホリプロダクション
- 色指定 - 滝口佳子、三橋曜子、遠藤礼子、高木雅人
- 音響演出 - 本田保則
- 録音 - 二宮健治
- 効果 - 神保大介（スワラ・プロ）
- 選曲 - 宮下滋
- 録音スタジオ - タバック
- 編集 - 田中修
- タイトル：V・A・C（ビジュアルアーツカンパニー）
- 現像 - IMAGICA
- 監督 - 森田浩光
- 制作 - メルヘン社
- 製作 - エノキフイルム株式会社、レイテ・イタリア（テレビ局、ノンクレジット[1]）

## ビデオソフト
パッケージのタイトルロゴがピンク色の「おやゆびひめ物語」と映像内と異なるものに改められている。1巻当たり2話収録で全6巻、第1話から第12話だけがセル&レンタル方式 (S&R) で1993年にリリースされた。
各巻共通仕様のオープニングが収録頭に1回のみ収録され、エンディングは収録ラストに1回収録されているのみで、OP/EDの映像はテレビ東京本放送時と同一の短縮版だった。
予告編も無し。本編はカットされていないが、各巻冒頭のサブタイトルが各話本来の正しいサブタイトルをビデオ上で隠した上でビデオテロップに差し替えられている。
廃盤。
もともとヨーロッパ輸出用のアニメであったが、DVD化は2017年に韓国でBOXが発売されたのみ。